# Winifred Goldring
Winifred Goldring   (Kenwood, 1 de febrer de 1888 - 30 de gener de 1971) fou pionera en paleontologia, el seu treball va incloure la descripció dels estromatòlits.
Goldring va néixer a Kenwood, Nova York. El 1905 es va graduar com a millor estudiant en el  Milne School d'Albany  i després estudià geologia al Wellesley College. Va ser la primera dona dels EUA  a ocupar el càrrec de paleontòloga de l'Estat, càrrec que només han aconseguit dues dones. El 1949 va ser elegida presidenta de la Societat Paleontològica.
Goldring va exercir la docència  i va destacar com a investigadora en la descripció dels estamatòlits els quals va poder estudiar en els Petrified Sea Gardens (Jardins del mar petrificat) al National Natural Landmark dels Estats Units.